# Franziska Lilienfein
Franziska Lilienfein (* 12. Dezember 1968 in Stuttgart) ist eine ehemalige deutsche Triathletin und Deutsche Meisterin (1992).

## Werdegang
Franziska Lilienfein startete für den ASV Kulmbach und hatte ihre größten Erfolge 1992, als sie im selben Jahre in Köln als Deutsche Meisterin in der Einzelwertung und im belgischen Lommel als Europameisterin in der Teamwertung geehrt wurde.
Bereits 1991 wurde sie im Nationalkader der Deutschen Triathlon Union zur Athletensprecherin gewählt.
Zu ihren Stärken zählten die ersten beiden Disziplinen im Triathlon, das Schwimmen und das Radfahren. Sie startete in erster Linie auf der olympischen Distanz (1,5 km Schwimmen, 40 km Radfahren und 10 km Laufen).

Mit der Einführung der Drafting-Freigabe (Fahren im Windschatten) stieg sie 1994 aus dem Leistungssport aus. 1994 im neuseeländischen Wellington fanden letztmals Weltmeisterschaften mit offiziellem Drafting-Verbot statt.

## Sportliche Erfolge
| Datum/Jahr    | Rang | Wettbewerb                                       | Austragungsort | Zeit     | Bemerkung                                                                 |
| ------------- | ---- | ------------------------------------------------ | -------------- | -------- | ------------------------------------------------------------------------- |
| 25. Sep. 1994 | 7    | FISU World University Triathlon Championships    | Nantes         | 02:09:40 |                                                                           |
| 17. Juli 1994 | 13   | DTU Deutsche Meisterschaft Triathlon Kurzdistanz | Witten         | 02:18:16 |                                                                           |
| 7. Aug. 1993  | 7    | DTU Deutsche Meisterschaft Triathlon Kurzdistanz | Mengen         | 02:26:50 |                                                                           |
| 4. Juli 1993  | 23   | ETU Triathlon European Championships             | Echternach     | 02:21:00 |                                                                           |
| 12. Sep. 1992 | 41   | ITU Triathlon World Championships                | Huntsville     | 02:15:58 |                                                                           |
| 16. Aug. 1992 | 1    | DTU Deutsche Meisterschaft Triathlon Kurzdistanz | Köln           | 02:02:51 | Deutsche Meisterin Triathlon-Kurzdistanz im Rahmen des Köln-Triathlon     |
| 1992          | 1    | Trebgaster Triathlon                             | Kulmbach       |          | [ 1 ]                                                                     |
| 28. Juni 1992 | 2    | Leipziger Triathlon                              | Leipzig        | 01:59:41 | Zweite hinter Ute Schäfer, Quelle-Supersprint-Serie                       |
| 5. Juli 1992  | 1    | ETU Triathlon European Championship Team         | Lommel         |          | Team-Europameisterin – im deutschen Team mit Sonja Krolik und Ute Schäfer |
| 5. Juli 1992  | 9    | ETU Triathlon European Championships             | Lommel         | 02:06:16 |                                                                           |
| 8. Sep. 1991  | 8    | ETU Triathlon European Championships             | Genf           | 02:11:29 |                                                                           |
| 3. Aug. 1991  | 4    | DTU Deutsche Meisterschaft Triathlon Kurzdistanz | Arolsen        | 02:21:41 |                                                                           |
| 4. Aug. 1990  | 6    | DTU Deutsche Meisterschaft Triathlon Kurzdistanz | Berlin         | 02:22:08 |                                                                           |

(DNF – Did Not Finish)